# Catalina de los Ríos y Lísperguer
Catalina de los Ríos y Lísperguer, född i Santiago de Chile 1604, död 1665, var en chilensk godsägare, känd som La Quintrala på grund av sitt röda hår. Hon var känd för sin grymhet mot sina arrendatorer och ställdes inför rätta för över 40 mord. La Quintrala blev en symbol för grymhet och den spanska kolonialismens förtryck och har ofta porträtterats i den chilenska populärkulturen.

## Biografi
Catalina de los Ríos y Lísperguer var dotter till Gonzalo de los Ríos y Encío och Catalina Lísperguer y Flores och som sådan medlem av den chilenska aristokratin. Hon var dåligt bildad och uppges ha varit halvanalfabet. Hon beskrivs av en samtida krönikör som en lång och sexuellt tilldragande skönhet med rött hår och gröna ögon. År 1622 anklagades hon av sin faster för att ha mördat sin far, men åtalet fullföljdes aldrig. Hon var olyckligt förälskad i munken Peter Figueroa och fick två döttrar i ett förhållande med Gonzalo de los Ríos, och blev år 1626 av sin mormor, som var hennes förmyndare, bortgift med den spanska soldaten och adelsmannen Alonso de Carvajal Campofrio, som senare blev ämbetsman och borgmästare. Maken ska ha älskat henne och förhållit sig passiv till de senare händelser hon blev inblandad i.
Catalina de los Ríos y Lísperguer ärvde flera gods 1628 och ägnade sig sedan åt att sköta dem, särskilt i El Ingenio. Hennes grymhet mot sina landbönder ska ha varit så stor att de flera gånger försökte fly från hennes gods. Hon ska i dessa handlingar ha samarbetat med sin brorson Jeronimo de Altamirano. Grymheter skedde både före och efter makens död, men ökade efter den: när hon blev änka år 1654 fick hon enskild kontroll över sina gods. På grund av hennes kontakter ingrep myndigheterna aldrig.
År 1660 utfärdade kungliga domstolen på grund av en hemlig angivelse från biskop Francisco Luis de Salcedo en arresteringsorder. Under rättegången avslöjades en lång rad mord på slavar. På grund av hennes kontakter avbröts dock processen. År 1662 togs den upp igen, men avbröts ännu en gång. Samma år avled hennes brorson och hon själv drabbades av en dödlig sjukdom. Rättegången tilldrog sig stor uppmärksamhet.